# Ziegenkopf (Taunus)
Der Ziegenkopf bei Welterod ist ein 485,1 m ü. NHN hoher Berg im Rhein-Lahn-Kreis in Rheinland-Pfalz.
Die unweit gelegenen Zorner-Kopf (489,8 m ü. NHN) und der Galgenküppel (487,3 m ü. NHN) bei Strüth bzw. Weidenbach sind noch wenige Meter höher. 
Erreichbar ist der Aussichtspunkt am Ziegenkopf über den Vogtei-Rundwanderweg. Der Ziegenkopf liegt rund 1200 m östlich von Welterod und etwa 1100 m westlich der Landesgrenze zu Hessen.